# Jamaica – 179th Street
Jamaica – 179th Street – stacja początkowa metra nowojorskiego, na linii E i F. Znajduje się w dzielnicy Queens, w Nowym Jorku i zlokalizowana jest przed stacją 169th Street. Została otwarta 10 grudnia 1950.